# Alfonso Cortés de Tena Dávila
Alfonso Cortés de Tena Dávila (Almadén, 13 d'abril de 1951) és un exfutbolista espanyol de la dècada de 1970.

## Trajectòria
De jove es traslladà a Badajoz on començà a jugar al futbol base del CD Badajoz. A continuació ingressà al futbol base del FC Barcelona, jugant dos anys al juvenil, un al CD Comtal i un al Barcelona Atlètic. Jugà cedit al Rayo Vallecano, al primer equip del Barcelona la temporada 1972-73, i a continuació novament cedit al RCD Mallorca i al Reial Múrcia CF. Les temporades 1975-77 defensà els colors de la UE Sant Andreu i acabà la seva carrera professional al Getafe Deportivo.